# Copertura (arti marziali)

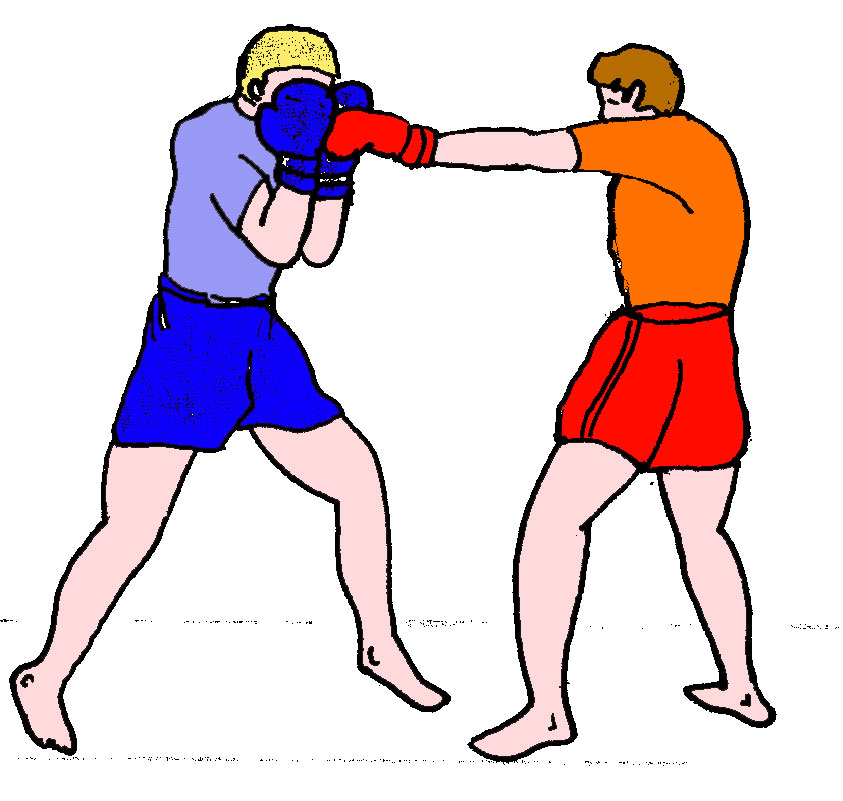
Copertura su un jab in lethwei

Negli sport di combattimento (scherma, pugilato, karate, eccetera), la copertura è un movimento di difesa che permette di proteggersi, con un'arma o una parte del corpo (pugno, avambraccio, gomito, braccio o spalla), da un attacco (colpo).
Questa forma di difesa, detta "passiva", si differenzia dalla parata che è invece un movimento detto "attivo".
La copertura è sinonimo di "protezione" specialmente in pugilato quando i combattenti alzano il braccio per proteggersi contro un eventuale attacco alla faccia.
Questa tecnica è utilizzata: 
- in maniera anticipata in caso di attacco dell'avversario, specialmente per proteggersi dal suo avanzamento o attacco (esempio: portare la spalla davanti alla mascella, coprirsi con il braccio e il guanto)
- in maniera istantanea quando l'attacco dell'avversario è lanciato.

## In pugilato e boxe pieds-poings
Nel pugilato la copertura è una forma di difesa molto usata nelle situazioni di corpo a corpo e quando il combattente è sommerso da una moltitudine di colpi.

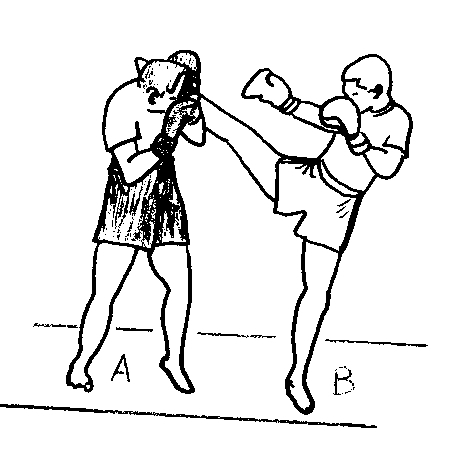
Copertura laterale con il guanto su un attacco in calcio circolare
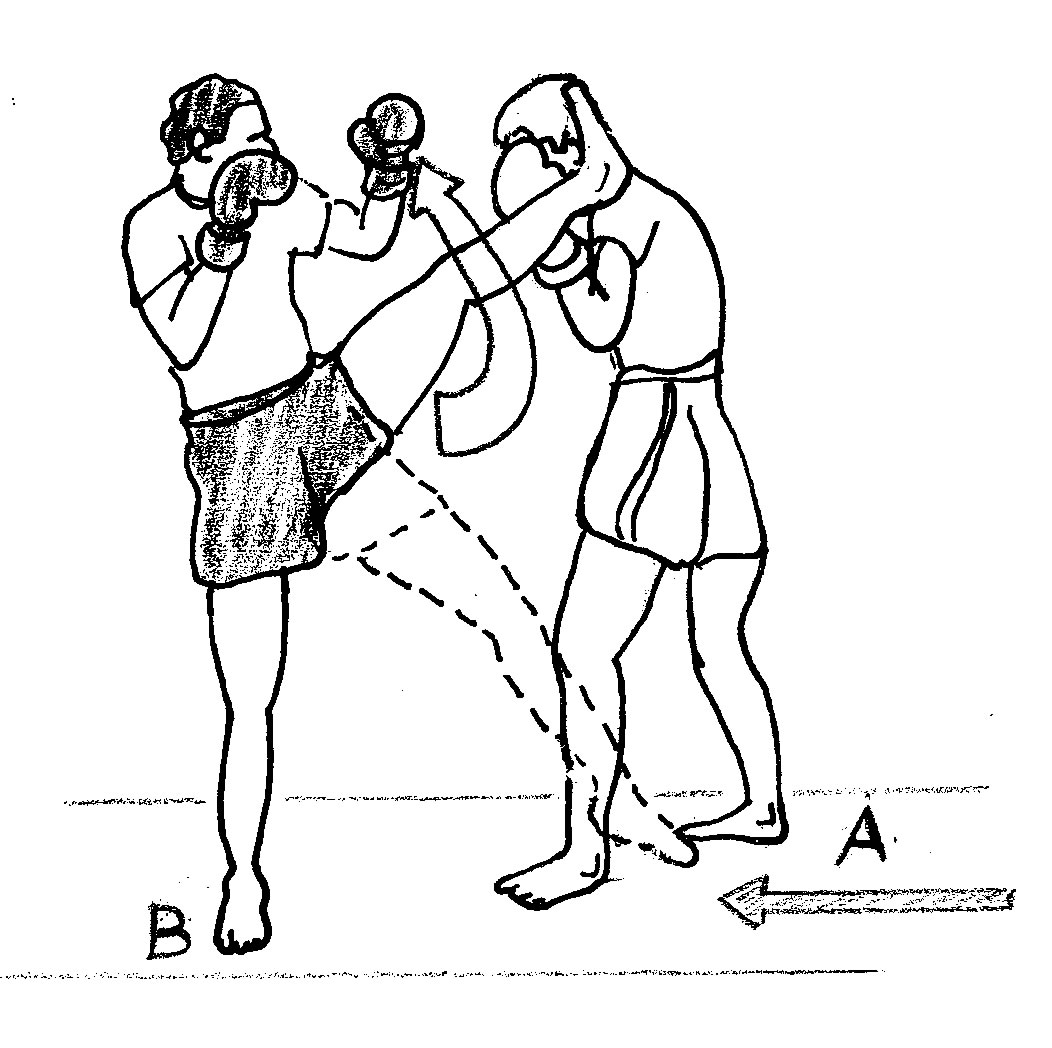
Copertura laterale con il braccio e il guanto su un attacco in calcio in crescente
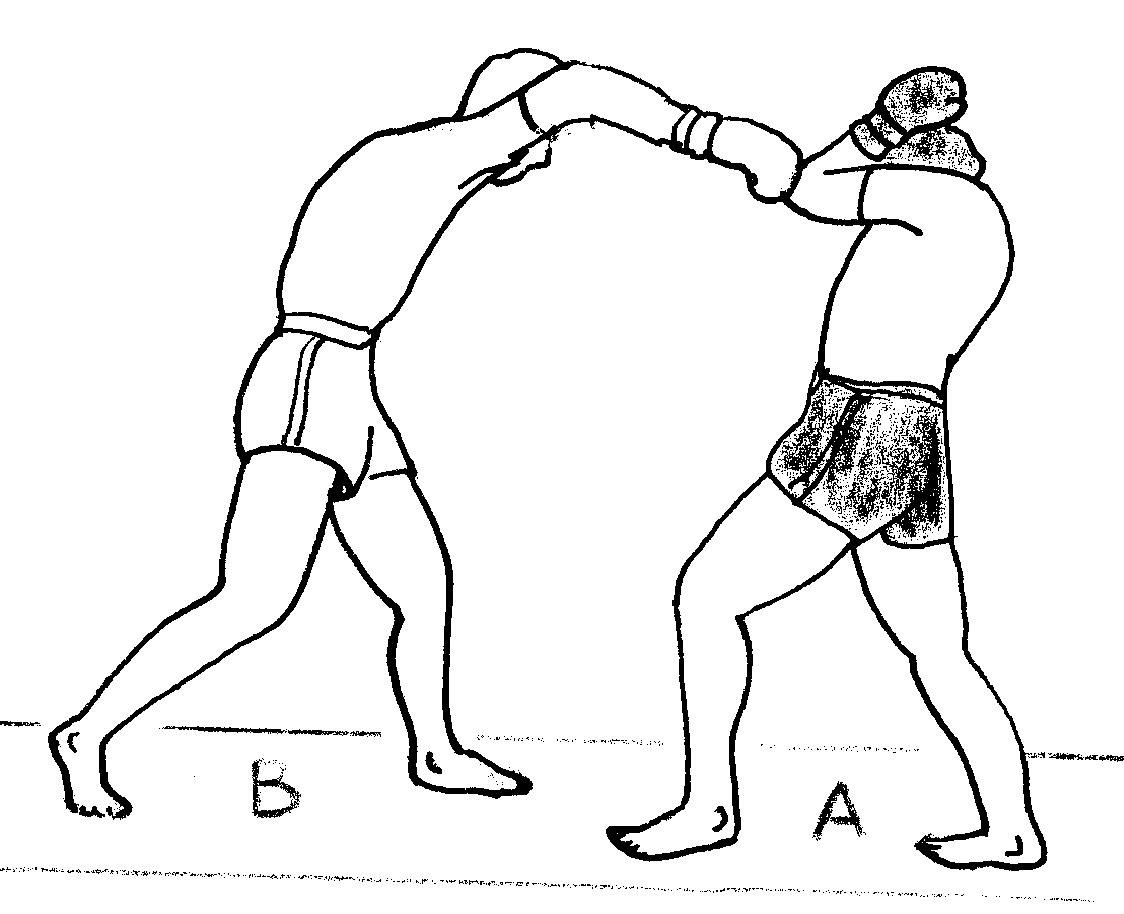
Copertura detta "tetto della casa" su un attacco in overcut
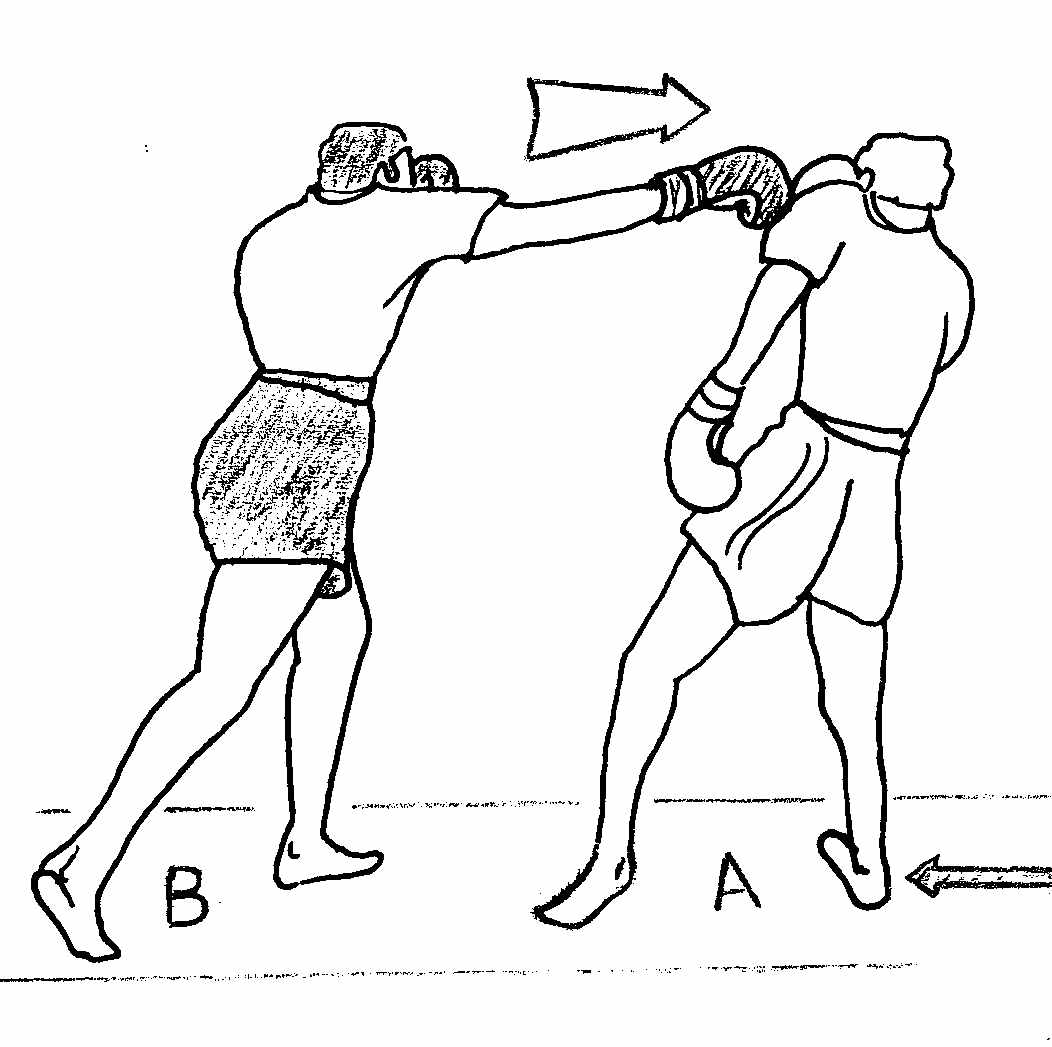
Copertura con le spalla su un attacco in cross del braccio posteriore